# Kenneth Aninkora
Kenneth Aninkora (Amsterdam, 4 oktober 1998) is een Nederlands voetballer van Ghanese afkomst die als aanvaller speelt.

## Carrière
Kenneth Aninkora speelde in de jeugd van SV Diemen, AFC Ajax en AFC. In 2017 zat hij twee wedstrijden op de bank bij het eerste elftal van AFC, maar kwam niet in actie voor deze club. Hij vertrok naar Almere City FC, waar hij bij Jong Almere City aansloot. In zijn eerste seizoen promoveerde hij met dit team van de Derde divisie zaterdag naar de Tweede divisie. Hij miste zelf echter de tweede helft van het seizoen en de eerste helft van het seizoen 2018/19 door een kruisbandblessure. Op 15 maart 2019 debuteerde hij voor het eerste elftal van Almere City FC in de Eerste divisie, in de met 1-3 verloren thuiswedstrijd tegen Sparta Rotterdam. Aninkora kwam in de 89e minuut in het veld voor Radinio Balker. Hij speelde in totaal vijf wedstrijden voor Almere. In januari 2021 werd zijn contract bij Almere in onderling overleg ontbonden. In augustus van dat jaar sloot hij bij DVS '33 Ermelo aan.

### Statistieken

#### Beloften
| Seizoen                        | Club                | Land            | Competitie         | Competitie | Competitie | Overig | Overig | Totaal | Totaal |
| Seizoen                        | Club                | Land            | Competitie         | Wed.       | Dlp.       | Wed.   | Dlp.   | Wed.   | Dlp.   |
| ------------------------------ | ------------------- | --------------- | ------------------ | ---------- | ---------- | ------ | ------ | ------ | ------ |
| 2017/18                        | Jong Almere City FC | Nederland       | Derde divisie Zat. | 17         | 5          | 0      | 0      | 17     | 5      |
| 2018/19                        | Jong Almere City FC | Nederland       | Tweede divisie     | 10         | 3          | –      | –      | 10     | 3      |
| 2019/20                        | Jong Almere City FC | Nederland       | Derde divisie Zat. | 18         | 8          | –      | –      | 18     | 8      |
| Totaal beloften                | Totaal beloften     | Totaal beloften | Totaal beloften    | 45         | 16         | 0      | 0      | 45     | 16     |
| Bijgewerkt op 20 februari 2023 |                     |                 |                    |            |            |        |        |        |        |

#### Senioren
| Seizoen                        | Club            | Land            | Competitie        | Competitie | Competitie | Beker | Beker | Overig | Overig | Totaal | Totaal |
| Seizoen                        | Club            | Land            | Competitie        | Wed.       | Dlp.       | Wed.  | Dlp.  | Wed.   | Dlp.   | Wed.   | Dlp.   |
| ------------------------------ | --------------- | --------------- | ----------------- | ---------- | ---------- | ----- | ----- | ------ | ------ | ------ | ------ |
| 2016/17                        | AFC             | Nederland       | Tweede divisie    | 0          | 0          | 0     | 0     | –      | –      | 0      | 0      |
| 2018/19                        | Almere City FC  | Nederland       | Eerste divisie    | 2          | 0          | 0     | 0     | 0      | 0      | 2      | 0      |
| 2019/20                        | Almere City FC  | Nederland       | Eerste divisie    | 3          | 0          | 0     | 0     | –      | –      | 3      | 0      |
| 2020/21                        | Almere City FC  | Nederland       | Eerste divisie    | 0          | 0          | 0     | 0     | –      | –      | 0      | 0      |
| 2021/22                        | DVS '33 Ermelo  | Nederland       | Derde divisie Za. | 22         | 6          | 1     | 0     | 2      | 0      | 25     | 6      |
| Totaal senioren                | Totaal senioren | Totaal senioren | Totaal senioren   | 27         | 6          | 1     | 0     | 2      | 0      | 30     | 6      |
| Carrièretotaal                 | Carrièretotaal  | Carrièretotaal  | Carrièretotaal    | 72         | 22         | 1     | 0     | 2      | 0      | 75     | 22     |
| Bijgewerkt op 20 februari 2023 |                 |                 |                   |            |            |       |       |        |        |        |        |